# Grabenwahlsystem
Das Grabenwahlsystem ist ein Wahlsystem, bei dem mehrere Wahlverfahren nebeneinander und ohne Verrechnung miteinander angewandt werden (Parallelwahl ohne Ausgleich, daher im Englischen parallel voting genannt). Meistens wird beim Grabenwahlsystem ein Teil der Sitze per Mehrheitswahl in Einpersonenwahlkreisen vergeben und der andere nach dem Prinzip des Verhältniswahlrechts. Dabei müssen nicht notwendigerweise zwei Stimmen abgegeben werden, entscheidend ist lediglich, dass es zwei völlig getrennte Sitzzuteilungsverfahren gibt, wo die endgültige Anzahl der Sitze nicht proportional zu Stimmen ist.
Der Begriff kommt daher, dass beim Grabenwahlsystem (anders als beim heutigen deutschen Wahlsystem) die Direktmandate nicht auf die Listenmandate angerechnet werden. Zwischen beiden Arten, ins Parlament zu kommen, besteht so gesehen ein Graben.
1956 legte die CDU/CSU unter Bundeskanzler Adenauer einen Gesetzentwurf zu einem Grabenwahlsystem vor, das ihren damaligen Koalitionspartner FDP viele Mandate gekostet hätte. Die FDP im nordrhein-westfälischen Landtag wechselte daher „aus Notwehr“ aus der Koalition mit der CDU zur SPD, womit Adenauer seine Bundesratsmehrheit verlor. Der Vorgang führte zu einer Spaltung der FDP und ihrem Austritt aus der Regierung Adenauer sowie der Gründung der Freien Volkspartei. Langfristig führte die prinzipielle Koalitionsmöglichkeit mit der SPD zur ersten sozialliberalen Bundesregierung 1969.
Im Frühjahr 2019 schlug der CDU-Politiker Günter Krings ein Grabenwahlsystem vor, um einen immer größer werdenden Deutschen Bundestag zu vermeiden. Ende 2019 griffen 24 Mitglieder des Bundestages der CDU/CSU-Fraktion die Idee erneut auf. Die anderen Parteien wiesen den Vorschlag zurück. FDP-Chef Christian Lindner erinnerte daran, dass schon Adenauer mit der Idee gescheitert sei.

## Effekt am Beispiel der Bundestagswahl 2025
Ein Grabenwahl- und ein Mehrheitswahlsystem hätten bei der Bundestagswahl 2025 zu einer Sitzverteilung mit einem höheren Anteil für die großen Parteien (Duvergers Gesetz) im Vergleich zur personalisierten Verhältniswahl geführt. Die Sitzverteilung würde stärker vom Anteil der Parteien an den abgegebenen Stimmen abweichen. Dem steht eine kleinere Parteienvielfalt und geringere Zersplitterung des Parlaments entgegen. Wie bei der Fünf-Prozent-Hürde würde eine gewisse Abweichung der Mandatsverteilung zur Stimmenverteilung in Kauf genommen, um die Fähigkeit zur Regierungsbildung und -führung zu erleichtern. Die Wahlgleichheit kann mit dem Gallagher-Index gemessen werden.
| Verhältniswahl (Ist-Zustand)Insgesamt 630 Sitze - SSW: 1 - Linke: 64 - Grüne: 85 - SPD: 120 - AfD: 152 - Union: 208 | Grabenwahl (50:50)Insgesamt 598 Sitze - Linke: 32 - Grüne: 48 - SPD: 110 - AfD: 113 - Union: 295 | MehrheitswahlInsgesamt 299 Sitze - Linke: 6 - Grüne: 12 - SPD: 45 - AfD: 46 - Union: 190 |

## Anwendung
Das System findet in einer Reihe von Ländern Anwendung (wo nicht anders vermerkt in einer Kombination aus Mehrheitswahl in Einpersonenwahlkreisen und Verhältniswahl).

### Europa
- 1990 und 2009 in Bulgarien
- 1992 und 1995 in Kroatien für die Wahl des Abgeordnetenhauses
- in Litauen bei der Wahl des Parlaments (Mehrheitswahl mit Stichwahl und Verhältniswahl)
- von 1993 bis 2003 und wieder seit 2016[7] in der Russischen Föderation bei den Wahlen zur Duma
- von 2012 bis 2020 in der Ukraine bei der Parlamentswahl (Mehrheitswahl ohne Stichwahl und Verhältniswahl)[8]
- seit 2017 in Italien

### Afrika
- in Guinea bei der Wahl der Nationalversammlung
- seit 2014 in Libyen bei der Wahl des Abgeordnetenrats
- in Niger bei der Wahl der Nationalversammlung
- auf den Seychellen bei der Wahl der Nationalversammlung

### Amerika
- in Guatemala bei der Wahl des Kongresses
- in Mexiko bei der Wahl der beiden Kammern des Kongresses
- In Panama bei der Wahl der Nationalversammlung

### Asien
- in Armenien bei der Wahl der Nationalversammlung
- in Aserbaidschan bei der Wahl der Nationalversammlung (Mehrheitswahl mit Stichwahl und Verhältniswahl)
- in Taiwan bei der Wahl des Legislativ-Yuans (bis 2004: nicht übertragbare Einzelstimmgebung und Verhältniswahl)
- in Georgien bei der Wahl des Parlaments
- in Hong Kong bei der Wahl des Legislative Council
- in Japan bei der Wahl von Unterhaus und Oberhaus (nicht übertragbare Einzelstimmgebung und Verhältniswahl)
- in Macau bei der Wahl der Gesetzgebenden Versammlung
- In Nepal kam ein Grabenwahlsystem erstmals bei der Wahl zur verfassungsgebenden Versammlung 2008 zur Anwendung.[9]
- in Palästina bei der Wahl des Palästinensischen Legislativrats (zuletzt 2006)
- auf den Philippinen bei der Wahl des Repräsentantenhauses
- in Südkorea bei der Wahl der Nationalversammlung
- seit 2007 in Thailand bei der Wahl zum Repräsentantenhaus (375 Sitze per Mehrheitswahl; 125 Sitze per Verhältniswahl)

## Belege
1. ↑  Christoph Seils: Das neue Wahlrecht und die Krux mit den Überhangmandaten. In: bpb.de 207. 18. Juni 2013, abgerufen am 18. September 2016.
2. ↑  Heino Kaack: Zur Geschichte und Programmatik der Freien Demokratischen Partei. Hain, Meisenheim am Glan 1976.
3. ↑  Udo Leuschner: Der Coup der „Jungtürken“: Adenauer mißlingt der Plan, die FDP durch Manipulierung des Wahlrechts in den „Graben“ fallen lassen. In: udo-leuschner.de. Abgerufen am 9. Januar 2022.
4. ↑  Debatte über neues Wahlrecht: Union kämpft für Grabenwahlsystem. In: Tagesschau.de. 27. Dezember 2019, abgerufen am 6. Mai 2020.
5. ↑  Joachim Behnke: Stellungnahme zur Vergrößerung des Bundestags, zur Sitzung am 23. Juni der Kommission zur Reform des Wahlrechts und zur Modernisierung der Parlamentsarbeit. In: Deutscher Bundestag. 17. Juni 2022, abgerufen am 17. Januar 2023.
6. ↑  Angenommen wird gleiches Wählerverhalten. Bei der Mehrheitswahl wird der Wahlkreissieger-Anteil benutzt. Bei der Grabenwahl werden die tatsächlich errungenen 299 Wahlkreissiege und der tatsächliche Zweitstimmenanteil für die 299 Listenmandate benutzt.
7. ↑  Gesine Dornblüth: Duma-Wahl in Russland: Kleine Verluste für demokratischen Anstrich. In: Deutschlandfunk-Sendung „Europa heute“. 24. April 2016, abgerufen am 12. November 2019.
8. ↑  Electoral Code becomes effective in Ukraine
9. ↑  Fida Nasrallah: How the electoral system works. In: UNMIN Newspaper: Issue 5 Feb/March 2008. (PDF) S. 3, ehemals im Original (nicht mehr online verfügbar); abgerufen am 18. September 2016. (Seite nicht mehr abrufbar. Suche in Webarchiven)